# Крёгер, Уве
Уве Крёгер (нем. Uwe Kröger; 4 декабря 1964, Хамм, Северный Рейн-Вестфалия, ФРГ) — немецкий актёр мюзикла.

## Биография
Уве Крёгер родился в Вестфалии, учился в Берлине, сразу после окончания учёбы играл в «Звездном экспрессе» и в венской и амстердамской постановке «Отверженных». Большой успех пришёл к нему в 1992 году в Вене, после исполнения роли Смерти (Der Tod) в мюзикле «Элизабет». С февраля по апрель 2006 года участвовал в «Best of Musical Gala Tour». Участвует в телевизионных программах, гала-шоу, выпустил несколько сольных альбомов, награждён «Image Award» и 10 раз назван лучшим немецким актёром мюзикла журналом «Musicals».

## Личная жизнь
Уве — открытый гей. С 1996 года жил со своим партнёром — кардиологом Кристофером Вольфом, но в 2016 году они расстались. Сейчас Крёгер состоит в отношениях с испанцем Кико Мерин. На данный момент артист живёт со своим партнёром в Барселоне, Испания.

## Роли
- Сентябрь 1988 — Июнь 1989, «Звёздный экспресс» — Rusty and Flat Top, Бохум (Германия)
- Июль 1989 — Апрель 1990, «Отверженные» — Marius, Enjolras и свинг, Вена (Австрия)
- Май — Август 1990, «Иисус Христос — суперзвезда» — Иисус и Анна, Швебиш-Халль (Германия)
- Февраль — Октябрь 1991, «Отверженные» — Enjolras, Feuilly, ассистент режиссёра, Амстердам (Нидерланды)
- Декабрь 1991 — Июнь 1992, «Стармания» — Зигги, Эссен (Германия)
- Сентябрь — Декабрь 1992, «Иисус Христос — суперзвезда» — Иисус, Регенсбург (Германия)
- Сентябрь 1992 — Октябрь 1994, «Элизабет» — Смерть, Вена (Австрия)
- Сентябрь — Октябрь 1993, «The Rocky Horror Show» — Frank’n Furter, Вена (Австрия)
- Декабрь 1994 — Ноябрь 1995, «Мисс Сайгон» — Крис, Штутгарт (Германия)
- Декабрь 1995 — Август 1997, «Бульвар Сансет» — Джо Гиллис, Нидернхаузен (Германия)
- Декабрь 1996 — Январь 1997, «Элизабет» — Смерть, Вена (Австрия)
- Декабрь 1997 — Февраль 1999, «Красавица и Чудовище» — Чудовище, Штутгарт (Германия)
- Декабрь 1998 — Январь 1999, «Кабаре» — Emcee, Вена (Австрия)
- Апрель — Июль 1999, «Мисс Сайгон» — Крис, Штутгарт (Германия)
- Октябрь 1999 — Май 2000, «Моцарт!» — епископ Коллоредо, Вена (Австрия)
- Июнь — Июль 2000, «Иосиф и его чудесный плащ» — Фараон, Вена (Австрия)
- Октябрь 2000 — Февраль 2001, «Наполеон» — Наполеон, Лондон (Великобритания)
- Март 2001 — Июнь 2003, «Элизабет» — Смерть, Эссен (Германия)
- Август 2001, Июль — Август 2002, «Зачарованная» — Феликс, Вена (Австрия)
- Июль — Август 2003, «Дикая вечеринка» — Бёрс, Амштеттен (Австрия)
- Сентябрь 2003- Декабрь 2004, «Отверженные» — Жавер, Берлин (Германия)
- Декабрь 2004 — Февраль 2005, «Дикая вечеринка» — Бёрс, Клагенфурт (Австрия)
- Апрель 2005 — Январь 2006, «3 Мушкетёра» — кардинал Ришельё, Берлин (Германия)
- Май — Июль 2006, «Призрак Оперы» — Призрак, Эссен (Германия)
- Сентябрь 2006 — Декабрь 2007, «Ребекка» — Максим де Винтер, Вена (Австрия)
- Август 2007, «Дракула» — Абрахам Ван Хельсинг, Грац (Австрия)
- Апрель — Август 2008, «Элизабет» — Смерть, Берлин (Германия)
- Сентябрь 2008 — Декабрь 2008, «Ребекка» — Максим де Винтер, Вена (Австрия)
- Февраль 2009, «Рудольф» — Эдуард Тааффе, Вена (Австрия)
- Декабрь 2009 — Январь 2010, «Элизабет» — Смерть, Франкфурт (Германия)
- Октябрь 2011 — наст., «Звуки музыки» — Георг фон Трапп, Зальцбург (Австрия)

## Дискография
- 1991 — Les Misérables original Amsterdam cast recording
- 1992 — Elisabeth original Vienna cast recording
- 1992 — Die Schatten werden länger, Maxi-CD
- 1993 — Musical? Oh My God, original Vienna cast recording
- 1993 — Highlights — Die faszinierende Welt…, Sampler
- 1993 — Treffpunkt Geisterbahn, original Vienna cast recording
- 1993 — Music from the Heart of Europe — The Wind Beneath My Wings, Sampler
- 1994 — Boulevard der Sehnsucht, solo album
- 1994 — Siebzehn Stufen, Maxi-CD
- 1994 — Böse Jungs, Maxi-CD
- 1994 — Peter Weck präsentiert…, Sampler
- 1995 — Miss Saigon, original Stuttgart cast recording
- 1995 — Musical Christmas in Vienna, Sampler
- 1995 — Living Water, Sampler
- 1996 — Sunset Boulevard, original Niedernhausen cast recording
- 1996 — In Love with Musical, Sampler
- 1996 — Favourites, solo album
- 1997 — Still in Love with Musical, Sampler
- 1997 — Musical Musical, Sampler
- 1997 — Die Schöne und das Biest (pop version), Sampler
- 1998 — Die Schöne und das Biest, original Stuttgart cast recording
- 1998 — Elisabeth — Musik einer Epoche, Sampler
- 1998 — Kaiserin Elisabeth Melodien, Sampler
- 1998 — Highlights of Cabaret and More Vienna cast recording
- 1999 — Mozart!, original Vienna cast recording
- 1999 — Alles Musical, Sampler
- 1999 — Music of the Night Sampler
- 2000 — Only the Best, solo album
- 2000 — Die fantastische Welt der Musicals — Die Highlights der deutschen Originalaufnahmen, Sampler
- 2000 — Viktor Gernot presents: Alles Musical — Vol. 2, Sampler
- 2001 — Elisabeth, Maxi-CD
- 2001 — Elisabeth, original Essen cast recording
- 2001 — In Love with Musical Again, Sampler
- 2002 — Musical Moments, solo album
- 2002 — Arena der Stars, Sampler
- 2002 — Bezauberndes Fräulein, Vienna cast recording
- 2002 — You Saved My Life, solo album
- 2002 — Elisabeth — 10th Anniversary Concert, live recording
- 2002 — Musical Moments Vol. 2, Sampler
- 2003 — ORF Willkommen Österreich, Sampler
- 2003 — From Broadway to Hollywood, solo album
- 2004 —  Musicalstars singen ABBA-Hits!, Sampler
- 2004 — Von Augenblick zu Augenblick, identical to From Broadway to Hollywood
- 2004 — All I Want, single album
- 2004 — Best of Musical!, Sampler
- 2004 — Das Phantom der Oper, German film soundtrack
- 2005 — 3 Musketiere, original Berlin cast recording
- 2005 — The Wild Party, Maxi-CD
- 2005 —  Die größten Musical-Hits, Sampler
- 2005 — MUSICAL STARS, Sampler
- 2005 — Stärker, by Marciel
- 2006 — Nur das Beste — die schönsten Musicalhits, Sampler
- 2006 — MUSICAL STARS Vol. 2, Sampler
- 2006 — HANDS of LOVE, benefit single CD
- 2006 — Zeitlos, by Marika Lichter
- 2006 — Best of Musical Vol. 2, Sampler
- 2006 — Uwe! — Das Beste aus 20 Jahren, solo album
- 2006 — Rebecca, original Vienna cast recording
- 2007 — Rebecca: Gesamtaufnahme, two-disc Vienna cast recording
- 2008 — Dracula, original Graz cast recording
- 2009 — Rudolf — Affaire Mayerling, original Vienna cast recording
- 2009 — Rudolf — Affaire Mayerling: Gesamtaufnahme, two-disc Vienna cast recording